# Тайфунник північний
Тайфу́нник північний (Pterodroma gouldi) — вид буревісникоподібних птахів родини буревісникових (Procellariidae). Мешкає в південно-західній частині Тихого океану, гніздовий ендемік Нової Зеландії. Вид названий на честь англійського орнітолога Джона Гульда. Раніше він вважався підвидом довгокрилого тайфунника, однак був визнаний окремим видом.

## Опис

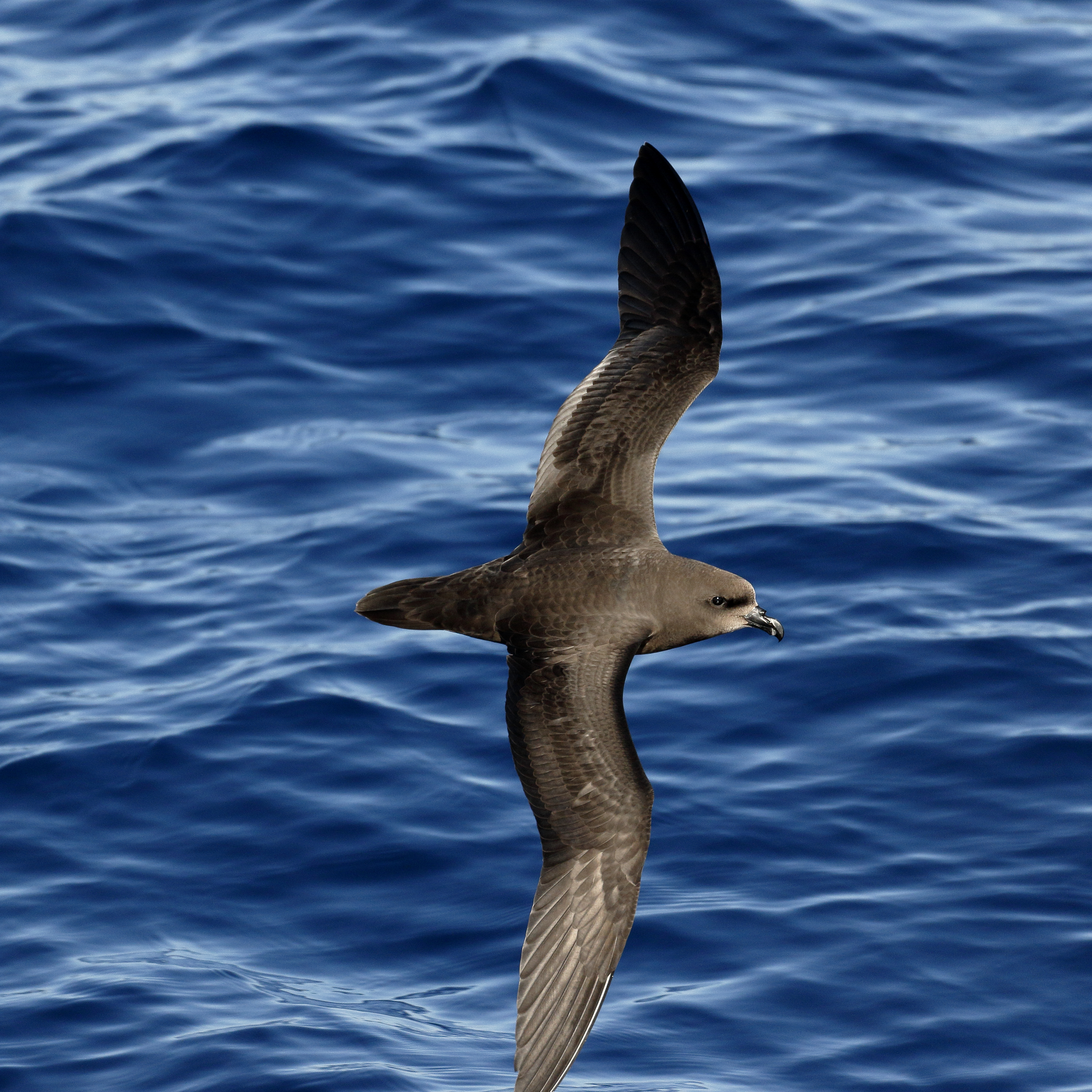
Білоголовий тайфунник

Білоголовий тайфунник — великий морський птах, середня довжина якого становить 42-45 см, а вага 550 г. Забарвлення повністю темне, чорнувато-коричневе, за винятком блідо-сірої плями на обличчі. Дзьоб товстий, короткий, чорний. Довгі крила птаха забезпечують плавний, ширяючий політ. Загалом, північні тайфунники є дуже схожими на довгокрилих тайфунників, однак світла пляма на голові у них більша і охоплює лоб, підборіддя і обличчя.

## Поширення і екологія
Північні тайфунники гніздяться лише на півночі Північного острова Нової Зеландії. Гніздові колонії цих птахів зустрічаються на прибережних острівцях, хоча невеликі реліктові популяції також існують на самому острові в декількох місцях і успішно розмножуються в районах з достатнім контролем над інвазивними хижими ссавцями, такими як щури, коти і горностаї. Найбільша гніздова колонія знаходиться на острові Моутохора і нараховує близько 95 тисяч гніздових пар. Під час негніздового періоду північні тайфунники зустрічаються в субтропічній південно-західній частині Тихого океану, що включає Австралію і острів Норфолк, переважно між 25 і 30 градусами південної широти, іноді трапляються в антарктичних широтах.

## Поведінка
Північні тайфунники починають повертатися до місць гніздування в середині березня, однак більшість птахів не починає чистити свої гніздові нори до квітня. Пік парування припадає на кінець квітня-середину травня. Перед відкладанням одного великого яйця пари відлітають в океан на 50-70 днів. Перші яйця відкладаються з середини червня, пік відкладення яєць припадає на першу декаду липня, а останні птахи відкладають яйця наприкінці липня. Інкубаційний період триває 55 днів, насиджують і самиці, і самці, підміняючи один одного приблизно кожні 17 днів. Самці насиджують дві зміни, а самиці одну і, зазвичай, повертаються незадовго до вилуплення яєць. Пташенят залишають одних в норах вдень з 1-3-денного віку. Батьки можуть долати до 600 км відстані, що прогодувати своє потомство. Вони доглядають за пташенятами протягом 120 днів, перш ніж пташенята відлітають з гнізда у грудні або січні. Після розмноження дорослі особини мігрують в моря на схід і південь від Австралії, де щорічно линяють.
Північні тайфунники ведуть пелагічний спосіб життя, живляться переважно кальмарами, рибою і ракоподібними, іноді поїдають мертву рибу. Птахи шукають їжу переважно вночі і, вважається, що вони можуть виявляти деяких головоногих молюсків за їх люмінісценцією.

## Збереження
МСОП класифікує цей вид як такий, що не потребує особливих заходів зі збереження. За оцінками дослідників, популяція північних тайфунників становить від 600 до 900 тисяч птахів. Їм загрожує хижацтво з боку інтродукованих хижих ссавців, зокрема кішок, щурів і свиней.